# Карагандинський зоопарк
Карагандинський зоопарк (каз. Қарағанды хайуанаттар бағы) — один з найстаріших зоопарків Казахстану. Заснований у 1938 році. Займає територію 43,5 га, з них освоєно лише 8 га.
Серед найвідоміших мешканців Карагандинського зоопарку був індійський слон на прізвисько Батир, здатний до звукової мімікрії.

## Історія

### Радянський період
За даними на початок 1987 року, в зоопарку було більше 700 екземплярів тварин 159 видів (69 видів ссавців, 25 видів птахів, 14 видів плазунів, 3 види амфібій, 25 видів риб). 15 містяться в зоопарку видів були занесені в міжнародну Червону книгу, 14 видів — до Червоної книги СРСР, 8 видів — до Червоної книги Казахської РСР. В кінці 1980-х років у зоопарку розмножувалися 26 видів, у тому числі пантера і ягуар.
До кінця 1980-х років Карагандинський зоопарк налагодив співпрацю з Карагандинським державним університетом, Карагандинським медичним інститутом, Карагандинським обласним історико-краєзнавчим музеєм, Карагандинським товариством охорони природи, школами міста та іншими організаціями. Щорічно зоопарк відвідували близько 800 тисяч осіб.

### Наш час
У 2012 році Карагандинському зоопарку надано статус особливо охоронюваної природної зони місцевого значення. В 2013 році в зоопарку містилося понад 2700 примірників тварин, а до 2015 року їх кількість скоротилася до 1600. У 2013 році було 328 примірників ссавців, а до 2015 року залишилося тільки 287; 4 види зникли із зоопарку. З 1249 видів птахів у 2014 році до 2015 року залишилося лише 246; зникли 2 види. Кількість плазунів і риб також скоротилася.
У той же період відзначалася зниження відвідуваності зоопарку: 175 тисяч осіб у 2013 році, 113 тисяч в 2014 році і 85 900 осіб у 2015 році. Однак число виставок за цей час збільшилася з 25 до 60.
У 2015 році з бюджету міста на утримання зоопарку виділено 102,5 млн тенге. У тому ж році основна будівля зоопарку 1968 року побудови визнана аварійною, і в 2016 році пішла під знесення. Планується будівництво нової будівлі.